# Halipteris africana
Halipteris africana är en korallart som först beskrevs av Studer 1879.  Halipteris africana ingår i släktet Halipteris och familjen Halipteridae. Inga underarter finns listade i Catalogue of Life.